# Enggano (langue)
Pour les articles homonymes, voir Enggano (homonymie).
L'enggano est une langue austronésienne de la branche malayo-polynésienne. parlée en Indonésie, sur l'île d'Enggano et dans les petites îles voisines.

## Classification
L'enggano fait partie des langues sumatra du Nord-Ouest qui sont un des sous-groupes du malayo-polynésien occidental.

## Phonologie
Les tableaux présentent la phonologie de l'enggano.

### Voyelles
|         | Antérieure | Centrale | Postérieure |
| ------- | ---------- | -------- | ----------- |
| Fermée  | i [i]      | ɨ [ɨ]    | u [u]       |
| Moyenne | e [e]      |          | o [o]       |
| Ouverte | ɛ [ɛ]      | a [a]    | ɔ [ɔ]       |

Selon Kähler, les voyelles ont des équivalentes nasales.

### Consonnes
|            |           | Bilabiales | Alvéolaires | Dorsales | Dorsales | Glottales |
| ---------- | --------- | ---------- | ----------- | -------- | -------- | --------- |
| Palatales  | Vélaires  | Bilabiales | Alvéolaires |          |          | Glottales |
| Occlusives | Sourde    | p [p]      | t [t]       |          | k [k]    | ʔ [ʔ]     |
| Occlusives | Sonore    | b [b]      | d [d]       |          | g [ɡ]    |           |
| Fricative  | Fricative | f [f]      | s [s]       |          |          | h [h]     |
| Affriquée  | Sourde    |            |             | c [ t͡ʃ ] |          |           |
| Affriquée  | Sonore    |            |             | j [ d͡ʒ]  |          |           |
| Nasale     | Nasale    | m [m]      | n [n]       | ñ [ ɲ]   |          |           |

## Sources
- (en) Adelaar, Alexander, 2005, The Austronesian Languages of Asia and Madagascar: A Historical Perspective, The Austronesian Languages of Asia and Madagascar, pp. 1-42, Routledge Language Family Series, Londres, Routledge  (ISBN 0-7007-1286-0)
- (en) Nothofer, Bernd, 1986, The Barrier Island Languages in the Austronesian Language Family, Focal II: Papers From the Fourth International Conference on Austronesian Linguistics, pp. 87-109, Pacific Linguistics, Series C no 94, Canberra, Research School of Pacific and Asian Studies, The Australian National University.